# 가미카와즈촌
가미카와즈촌(일본어: 上河津村)은 일본 시즈오카현의 동부 가모군에 속해있던 촌이다. 현재의 가와즈정 북부에 해당한다.

## 역사
- 1889년 4월 1일 - 정촌제 시행에 의해 가모군 가미카와즈촌이 성립하였다.
- 1958년 4월 1일 - 가와즈정에 편입해, 동일 가미카와즈촌은 폐지되었다.

## 교통

### 철도
없음. 한때 시모다 자동차 회사가 시모다에서 시모가와즈촌을 거쳐 이 촌에 이르는 철도를 신청했지만, 1923년에 기각되었다.

## 참고 문헌
- 角川日本地名大辞典編纂委員会,『角川日本地名大辞典 22 静岡県』, 角川書店, 1978年, ISBN 4-04-001220-8